# Fast Yellow AB
Az E105 (más néven Fast Yellow AB, Fast Yellow, Acid Yellow, C.I. 13015, C.I. 14270 vagy Food Yellow 2)  egy adalékanyag. Felhasználását ételek és italok előállításához Európában és az USA-ban betiltották, mert toxikológiai vizsgálatok veszélyes/káros anyagként jelölték meg. Allergiás reakciókat okozhat.

## Külső hivatkozások
- E-számok bemutatása és veszélyességük